# Heinz-Georg Sievers
Heinz-Georg Sievers (* 27. September 1923 in Buffalo, Minnesota, Vereinigte Staaten; †  8. April 2007) war ein deutscher Arzt und Handballspieler.
Heinz-Georg Sievers wurde in Buffalo geboren, wo sein Vater als Lehrer im Auslandsdienst arbeitete. Nach der Rückkehr der Familie nach Deutschland wuchs  er im Kieler Stadtteil Hassee auf. Dort begann er im Alter von zehn Jahren mit dem Handball, ab 1936 spielte er beim THW Kiel. Mit den Zebras wurde er 1940 Deutscher Jugend-Vizemeister und 1948 und 1950 Deutscher Meister im Feldhandball sowie 1957 in der Halle. Sievers und sein damaliger Mannschaftskamerad Hein Dahlinger sind die einzigen Spieler des THW, die sowohl auf dem Großfeld als auch in der Halle die Deutsche Meisterschaft gewannen.
Für die deutsche Nationalmannschaft bestritt Heinz-Georg Sievers sieben Länderspiele, davon drei in der Halle. Nach dem Gewinn der Feldhandball-Weltmeisterschaft 1952 in der Schweiz trat er aus der Nationalmannschaft zurück, weil sich die Doppelbelastung nicht mehr mit seinem Beruf – der promovierte Mediziner arbeitete zu der Zeit als Chirurg an der Kieler Christian-Albrechts-Universität – vertrug. 1957 beendete er dann auch seine Spielerkarriere beim THW Kiel.
Nach seiner aktiven Zeit blieb Sievers dem Sport verbunden, er betreute die Spieler des THW und des KSV Holstein medizinisch. Von 1979 bis 1989 war er offizieller Mannschaftsarzt der Bundesligamannschaft des THW Kiel.
Heinz-Georg Sievers war verheiratet und hatte drei Töchter. Er wurde für den Gewinn der deutschen Meisterschaft 1950 mit dem THW sowie für den Weltmeistertitel 1952 jeweils mit dem Silbernen Lorbeerblatt geehrt.